# Consejo Privado de Irlanda
El Consejo Privado de Irlanda fue una institución del Reino de Irlanda que tuvo vigencia hasta el 30 de diciembre de 1800 y del Reino Unido de Gran Bretaña e Irlanda desde 1801 a 1922. Desempeñó un papel similar en gobierno de Irlanda al del Consejo Privado del Reino Unido.
Los miembros del Consejo Privado de Irlanda fueron tratados con el título de honorable, como lo eran los miembros del Consejo privado británico. Un lord del Consejo privado podía añadir las iniciales PC (Private Council) después de su título, porque, como par, le distinguía el título de « honorable », o incluso el de « muy honorable ».

## Vínculos externos
Para una lista de las miembros del Consejo privado de Irlanda véase :
- (en inglés) List of Privy Counsellors of Ireland, en Wikipedia.